# کریستوفر کلیپل
کریستوفر کلیپل (انگلیسی: Christoph Klippel؛ زادهٔ ۲ نوامبر ۱۹۸۶) بازیکن فوتبال اهل آلمان است.
از باشگاه‌هایی که در آن بازی کرده‌است می‌توان به باشگاه فوتبال دینامو درسدن، اشپورت فقاند زیگن، باشگاه فوتبال هالشر، باشگاه فوتبال کارل زایس ینا، و باشگاه فوتبال ویکتوریا ۱۸۸۹ اشاره کرد.